# Serviço de Inteligência Externa
Le Serviço de Inteligência Externa  est le service de renseignement extérieur de l'Angola.
En 2010, son directeur général était André de Oliveira João Sango et son directeur adjoint Gilberto da Piedade Veríssimo.
Son nouveau siège est Camama, dans la municipalité de Kilamba Kiaxi, Luanda.
En 2010, l'organigramme était le suivant : 
- département administratif
- département de ressources humaines
- département de la sécurité
- département du soutien technique
- département du contre-espionnage extérieur
- département du renseignement et de l'analyse
- département des études et de la planification
- département de la coopération internationale
- département de l'Afrique
- département de l'Europe et de l'Asie